# Ayub Shah Durrani
Ayub Shāh Abdālī Durrānī (persiano: ایوب شاه درانی, noto anche come Ayub Shah Durrani; Kabul, XVIII secolo – Kabul, 1º ottobre 1837) è stato un sovrano afghano, ultimo padishah dell'Impero Durrani dal 1819 al 1823.
Figlio dell'imperatore Timur Shah Durrani, con la complicità del fratello Shah Isma'il fece strangolare il fratello Ali Shah che era stato proclamato imperatore nel 1818, salendo al trono nel 1819. Governò per appena quattro anni, dovendo fronteggiare sia i suoi fratelli nella lotta al potere, sia alcune tribù indiane nei suoi territori che si ribellarono di fronte al disgregarsi del potere dell'Impero Durrani. Venne imprigionato dalla tribù dei Barakzai ed il suo principale nemico, Sultan Mohammad Khan, prese il trono nel 1823 su ciò che rimaneva del suo impero, che venne ridenominato in emirato dell'Afghanistan.